# قائمة سفراء المغرب لدى سوريا
هذه هي قائمة السفراء الدبلوماسيون المبعوثون من المملكة المغربية إلى الجمهورية العربية السورية. هناك حاليا 13 سفيرا مغربيا تم اعتماده لدى دمشق منذ العلاقات المغربية السورية الحديثة منذ 1956.
| ترتيب | السفير                     | منذ            | حتى            |
| ----- | -------------------------- | -------------- | -------------- |
| 1     | عبد الرحمان الفاسي الفهري  | غير معروف 1956 | غير معروف      |
| 2     | عبد الهادي بوطالب          | 1961           | 1962           |
| 3     | الحاج أحمد بناني           | غير معروف      | غير معروف      |
| 4     | إدريس بنونة                | غير معروف      | غير معروف      |
| 5     | أحمد الإدريسي              | غير معروف      | غير معروف      |
| 6     | جعفر الطيار الشريف الكتاني | غير معروف      | غير معروف      |
| 7     | إدريس بنونة                | 28 أبريل 1979  | غير معروف      |
| 8     | عبد الواحد بنمسعود         | 1987           | 1989           |
| 9     | إدريس الضحاك               | 1989           | 1994           |
| 10    | محمد الخمليشي              | 1995           | 1999           |
| 11    | محمد فرج الدكالي           | 1999           | 2003           |
| 12    | عبد الوهاب البلوقي         | 2003           | 23/12/2008     |
| 13    | محمد الخصاصي               | 7 نونبر 2008   | غير معروف 2012 |
| 14    | ليس بعد                    | ليس بعد        | ليس بعد        |